# Le Plessier-Huleu

Le Plessier-Huleu este o comună în departamentul Aisne din nordul Franței. În 1 ianuarie 2022 avea o populație de 85 de locuitori.